# Unsprezece (serial)
Unsprezece (11) (în spaniolă Once sau O11ce) este un serial pentru adolescenți produs în Argentina, în colaborare cu Disney Channel (America Latină). Serialul este bazat pe comedie și sport, și îi are ca personaje principale pe Mariano González-Guerineau, Sebastián Athie, Juan David Penagos, Luan Brum, Paulina Vetrano și Javier Eloy Bonanno.
Serialul a avut premiera originală pe 13 martie 2017, iar în România a început pe 19 iunie 2017.

## Povestea serialului
Unsprezece „11” este un serial tv, în care pasiunea pentru fotbal este principalul ingredient. În acest serial este prezentată povestea unor băieți care trebuie să învețe cum să joace ca o echipă puternică si unită pentru a-și îndeplini visurile.
Unsprezece îl are în centrul său pe Gabo Moreti, un tânăr de 16 ani foarte priceput și pasionat de fotbal, care locuiește cu bunica lui într-un mic orășel numit Álamo Seco. Aptitudinile lui excepționale sunt remarcate și de Francisco, antrenor de fotbal în cadrul unui liceu sportiv prestigios numit IAS (Institutul Academic Sportiv), care decide să-i ofere o bursă pentru a se alătura în IAS și pentru a juca în echipa oficială a școlii „Șoimii Aurii”. Serialul urmărește călătoria lui Gabo în atingerea visului său de o viață, de a deveni fotbalist profesionist, în timp ce descoperă și secretele familiei lui. În călătoria lui Gabo în lumea fotbalului, a succesului, a faimei, a prieteniei și a colaborării, el descopera o mulțime de secrete și taine ce țin de familia sa.

## Producția serialului
Unsprezece (11) este o producție originală marca Disney Channel America Latină realizată în colaborare cu Disney Channel Europa. Serialul este produs în Argentina de Pegsa beneficiind de serviciile de producție oferite de Pol-ka.

## Distribuția serialului
| Actor                        | Personaj                      | Sezonul             | Sezonul             | Sezonul             |
| Actor                        | Personaj                      | 1                   | 2                   | 3                   |
| Principale                   | Principale                    | Principale          | Principale          | Principale          |
| ---------------------------- | ----------------------------- | ------------------- | ------------------- | ------------------- |
| Mariano González - Guerineau | Gabo Guevara Moretti          | Invitat Principal   | Invitat Principal   | Invitat Principal   |
| Sebastián Athié (†)          | Lorenzo Guevara               | Invitat Principal   | Invitat Principal   | Invitat Principal   |
| Juan David Penagos           | Ricardo "Ricky" Flores        | Invitat Principal   | Invitat Principal   | Invitat Principal   |
| Luan Brum                    | André "Dedé" Duarte           | Invitat Principal   | Invitat Principal   | Invitat Principal   |
| Paulina Vetrano              | Zoe Velázquez                 | Invitata Principala | Invitata Principala | Invitata Principala |
| Javier Eloy Bonanno          | Joaquín Costa                 | Invitat Principal   | Invitat Principal   | Invitat Principal   |
| Renato Quattordio            | Apolodoros "14" Nikotatópulos | Invitat Principal   | Invitat Principal   |                     |
| Agustina Palma               | Martina Markinson             | Principal           | Principal           |                     |
| Fausto Bengoechea            | Adrián Roca                   | Invitat Principal   | Invitat Principal   |                     |
| Tomás Blanco                 | Valentino Toledo              | Invitat Principal   | Invitat Principal   |                     |
| Lucas Minuzzi                | Pablo Espiga                  | Invitat Principal   | Invitat Principal   | Invitat Principal   |
| Paulo Sánchez Lima           | Mariano Galo                  | Invitat Principal   | Invitat Principal   |                     |
| Federico Gurruchaga          | Lucas Quintana                | Invitat Principal   | Invitat Principal   |                     |
| Juan Francisco Cabrera       | Daniel Gratzia                | Invitat Principal   | Invitat Principal   | Invitat Principal   |
| Juan Herrera                 | Leonardo "Leo" Palacios       | Invitat Principal   |                     |                     |
| Santiago Luna                | Rafael "Rafa" Fierro          | Invitat Principal   |                     |                     |
| Juan De Dios Ortiz           | Diego Guevara                 | Invitat Principal   | Invitat Principal   |                     |
| Verónica Pelaccini           | Isabel Di Marco               | Invitata Principala | Invitata Principala | Secundara           |
| Santiago Stieben             | Vitto Voltaglio               | Invitat Principal   | Invitat Principal   | Invitat Principal   |
| Nicolás Pauls                | Francisco Velázquez           | Invitat Principal   | Invitat Principal   | Invitat Principal   |
| Pablo Gershanik              | Amadeo Carrillo               | Invitat Principal   | Invitat Principal   | Secundar            |
| Guido Pennelli               | Ezequiel Correa               | Invitat Principal   |                     |                     |
| Daniel Patiño                | Martín Mejía                  | Invitat Principal   |                     | Secundar            |
| Candelaria Grau              | Celeste Brizuela              | Invitata Principala | Invitata Principala | Secundar            |
| Daniel Rodrigo Martins       | Alan Salazar                  | Invitat Principal   |                     |                     |
| Joaquín Ochoa                | Arturo Garrido                | Invitat Principal   |                     |                     |
| Tomy Díaz                    | Alfa                          | Invitat Principal   |                     |                     |
| Julia Tozzi                  | Natalia De Acosta             | Invitata Principala |                     |                     |
| Paula Cancio                 | Laura Zabaleta                | Invitata Principala |                     |                     |
| Juanma Muniagurria           | Federico García               | Invitat Principal   |                     |                     |
| Bianca Zero                  | Delfina Soto                  | Invitata Principala |                     |                     |
| Secundare și invitați        |                               |                     |                     |                     |
| Julián Cerati                | Felipe Aragón                 |                     |                     |                     |
| Beatriz Dellacasa            | Amelia Moretti                |                     |                     |                     |
| Alfredo Castellani           | Florencio / Franco Pellozzi   | Invitat Secundar    | Invitat Secundar    | TBA                 |
| Sebastián Muñíz              | Carlos "El Pulpo"             | Invitat Secundar    | Invitat Secundar    | TBA                 |
| Christian Sancho             | Félix Jiménez                 | Invitat Secundar    | Invitat Secundar    | TBA                 |
| Giampaolo Sama               | Giovanni Malaffacce           | Invitat Secundar    | Invitat Secundar    | TBA                 |
| Mariano Zabalza              | Camilo Montero                | Invitat Secundar    | Invitat Secundar    | TBA                 |
| Agostina Fabrizio            | Silvia                        | Invitata-Secundara  | Invitata-Secundara  | TBA                 |
| Lucía Gambandé               | Magaly "Maga"                 | Invitata-Secundara  | Invitata-Secundara  | TBA                 |
| María Jesús Rentería         | Fernanda                      | Invitata-Secundara  | Invitata-Secundara  | TBA                 |
| Camila Sassi                 | Micaela                       | Invitata-Secundara  | Invitata-Secundara  | TBA                 |
| José Giménez Zapiola         | Alejandro Vidal Golormi       | Invitat Secundar    | Invitat Secundar    | TBA                 |
| Gonzalo Dubourg              | Ciro D'Alessios               | Invitat Secundar    | Invitat Secundar    | TBA                 |
| Soledad Comasco              | Julia                         | Invitata-Secundara  |                     | TBA                 |
| Alfredo Allende              | Olson                         | Invitat Secundar    |                     | TBA                 |
| Rodrigo Bianco               | Ernesto Bruno                 | Invitat Secundar    |                     | TBA                 |
| Fabio Aste                   | Miguel Fierro                 | Invitat Secundar    |                     | TBA                 |
| Sandra Criolani              | Griselda                      | Invitata-Secundara  |                     | TBA                 |
| Marcela Jove                 | Prof. Oliva                   | Invitata-Secundara  |                     | TBA                 |
| Luciano Andrada              | Julián Vidal                  | Invitat Secundar    |                     | TBA                 |
| Víctor Dana                  | José Fierro                   | Invitat Secundar    |                     | TBA                 |
| Fernando Dabove              | Facundo Gutiérrez             | Invitat Secundar    |                     | TBA                 |
| Pedro Malespina              | Él mismo                      | Invitat Secundar    |                     | TBA                 |
| Alejandro Vitello            | Guillermo Suárez              | Invitat Secundar    |                     | TBA                 |
| Sergio Vitello               | Gustavo Suárez                | Invitat Secundar    |                     | TBA                 |
| Santiago Sánchez Ávalos      | Él mismo                      | Invitat Secundar    |                     | TBA                 |
| Gabriel Gallichio            | Rayo García                   | Invitat Secundar    |                     | TBA                 |
| Luca Marconetti              | Hans Newman                   | Invitat Secundar    |                     | TBA                 |
| Juan Ciancio                 | Franco                        | Invitat Secundar    |                     | TBA                 |
| Elis García                  | Abril                         | Invitata-Secundara  |                     | TBA                 |
| Bruno Heder                  | Antonio "Tony"                | Invitat Secundar    |                     | TBA                 |
| Mariana Seligmann            | Alejandra "Álex" Vidal        | Invitat Secundar    |                     | TBA                 |
| Julia Dovganishina           | Anna "Anya" Safonova          | Invitata-Secundara  |                     | TBA                 |
| Facundo Posincovich          | Mark                          | Invitat Secundar    |                     | TBA                 |
| Emanuel García               | Xavier                        | Invitat Secundar    |                     | TBA                 |
| Gonzalo Gravano              | Federico Zúñiga               | Invitat Secundar    |                     | TBA                 |
| Ian Lucas                    | Manuel                        | Invitat Secundar    |                     | TBA                 |
| Gaby Del Castillo            | Ulises Zabaleta               | Invitata-Secundara  |                     | TBA                 |
| Yarnaldo Rey Morales         | Jefferson                     | Invitat Secundar    |                     | TBA                 |
| Ariadna Asturzzi             | Clara                         | Invitata-Secundara  |                     | TBA                 |
| Bautista Rivarola            | Gael                          | Invitat Secundar    |                     | TBA                 |
| Brian Haupt                  | Fernando                      | Invitat Secundar    |                     | TBA                 |
| Camila Rabinovich            | Lara                          | Invitata-Secundara  |                     | TBA                 |
| Santi Motolo                 | Rodrigo                       | Invitat Secundar    |                     | TBA                 |
| Diego Esteban De Paula       | El ingeniero                  | Invitat Secundar    |                     | TBA                 |
| Federico Bellu               | Cayetano                      | Invitat Secundar    |                     | TBA                 |
| Franco Ceres                 | Alexis                        | Invitat Secundar    |                     | TBA                 |
| Giuliano Montepaone          | Tobías                        | Invitat Secundar    |                     | TBA                 |
| Juan Esteban Flaiszman       | Gastón                        | Invitat Secundar    |                     | TBA                 |
| Karim Hendi                  | Lautaro                       | Invitata-Secundara  |                     | TBA                 |
| Nicolás Cucaro               | Matías                        | Invitat Secundar    |                     | TBA                 |
| Luciana Jersonsky            | Pía                           | Invitata-Secundara  |                     | TBA                 |
| Marcos Cartoy Díaz           | Ramiro                        | Invitat-Secundar    |                     | TBA                 |
| Matías Tamborelli            | Dylan                         | Invitat Secundar    |                     | TBA                 |
| Nicolás Dino Lorenzón        | Tristán                       | Invitat Secundar    |                     | TBA                 |
| Valeria San Martín           | Mariela                       | Invitata-Secundara  |                     | TBA                 |
| Violeta Kaehler              | Juana                         | Invitata-Secundara  |                     | TBA                 |
| Michael Ronda                | Simón Álvarez (De Soy Luna)   | Invitat Secundar    |                     | TBA                 |
| Invitați speciali            |                               |                     |                     |                     |
| Pablo Stecco                 | Pablo Stecco                  | Invitat Special     |                     |                     |
| Pablo Ferreira               | Pablo Ferreira                | Invitat Special     |                     |                     |
| Fernando Palomo              | Fernando Palomo               | Invitat Special     | Invitat Special     |                     |
| Fran MG                      | Fran MG                       | Invitat Special     |                     |                     |
| Rezende                      | Rezende                       | Invitat Special     |                     |                     |
| Javier Zanetti               | Javier Zanetti                | Invitat Special     |                     |                     |
| Carlos Bianchi               | Carlos Bianchi                | Invitat Special     | Invitat Special     |                     |
| Fabricio Oberto              | Fabricio Oberto               | Invitat Special     | Invitat Special     |                     |
| Koke Resurrección            | Koke Resurrección             | Invitat Special     | Invitat Special     |                     |

## Sezoane
| Sezon | Episoade | Premiera originală | Premiera originală  |
| Sezon | Episoade | Premiera sezonului | Sfârșitul sezonului |
| ----- | -------- | ------------------ | ------------------- |
| 1     | 80       | 13 martie 2017     | 25 august 2017      |
| 2     | 80       | 1 mai 2018         | 12 octombrie 2018   |
| 3     | 60       | 15 iulie 2019      | 29 noiembrie 2019   |

## Premiere internaționale
| Țara           | Canal                             | Premiera                                                       | Premiera                       | Premiera         | Titlu                   |
| Țara           | Canal                             | Sezonul 1                                                      | Sezonul 2                      | Sezonul 3        | Titlu                   |
| -------------- | --------------------------------- | -------------------------------------------------------------- | ------------------------------ | ---------------- | ----------------------- |
| America Latină | Disney XD                         | 13 martie 2017 (Disney XD) 11 septembrie 2017 (Disney Channel) | 1 mai 2018                     | 15 iulie 2019    | O11ce (Once)            |
| Brazilia       | Disney XD                         | 13 martie 2017 (Disney XD) 11 septembrie 2017 (Disney Channel) | 30 aprilie 2018                | 15 iulie 2019    | Once                    |
| Italia         | Sky, Disney Channel Italia        | 20 martie 2017 (Disney XD) 27 martie 2017 (Disney Channel)     | 24 septembrie 2018 (Disney XD) |                  | O11CE - Undici campioni |
| Polonia        | Disney XD, Disney Channel Polonia | 15 mai 2017 (Disney XD) 3 iulie 2017 (Disney Channel)          | 28 septembrie 2018             | 4 noiembrie 2019 | Jedenastka              |
| Portugalia     | Disney XD, SIC K                  | 1 iunie 2018                                                   | 8 iulie 2018 (tv - SIC K)      | 20 ianuarie 2020 | O11ZE                   |
| Germania       | Disney XD                         | 19 iunie 2017                                                  | 24 septembrie 2018             |                  | Fernsehserie            |
| România        | Disney Channel România            | 19 iunie 2017                                                  | 10 august 2020                 | 12 aprilie 2021  | Unsprezece              |
| Ungaria        | Disney Channel Ungaria            | 19 iunie 2017                                                  | 12 aprilie 2021                | toamna 2021      | Tizenegy                |
| Franța         | Disney Channel Franța             | 4 septembrie 2017                                              | 28 septembrie 2018             | 4 noiembrie 2019 | Onze                    |
| Spania         | Disney XD                         | 11 septembrie 2017                                             | 24 martie 2020                 | 24 martie 2020   | Once                    |